# Johnathan Stove
Johnathan Stove (Baton Rouge, Luisiana, 23 de diciembre de 1995) es un baloncestista estadounidense que pertenece a la plantilla del Mitteldeutscher BC de la Basketball Bundesliga, la primera categoría del baloncesto alemán. Con 1,93 metros de estatura, juega en la posición de escolta. 

## Trayectoria deportiva

### Universidad
Es un jugador formado durante 4 temporadas en la Universidad de Luisiana en Lafayette, situada en Lafayette, Luisiana, donde jugaría en los Louisiana Ragin' Cajuns desde 2014 a 2018, promediando 8,2 puntos, 3,1 rebotes y 1,7 asistencias por partido.

### Profesional
En la temporada 2021-22, firma por el BC Vllaznia de la Superliga de baloncesto de Albania, en 5 partidos promedia 22 puntos, 10 rebotes y 5 asistencias por partido.
El 22 de noviembre de 2021, Stove firmó con Hapoel Galil Gilboa de la Ligat ha'Al, la primera categoría del baloncesto de Israel.
El 28 de junio de 2023 fichó por el Mitteldeutscher BC de la Basketball Bundesliga.